# 2023 au Yukon
Chronologie du Yukon
- 2019
- 2020
- 2021
- 2022
- 2023
- 2024
- 2025
- 2026
- 2027

Cet article traite des événements qui se sont produits durant l'année 2023 dans la province canadienne du Yukon.

## Événements
- 9 janvier : Ranj Pillai est élu premier ministre du Yukon et chef du Parti libéral du Yukon[1]. Il succède à Sandy Silver.
- mars : le gouvernement présente un budget totalisant 1,94 milliard de dollars, dont 484 millions de dépenses en immobilisations et 1,45 million de dollars pour le fonctionnement et l’entretien, en excédent de 48.2 millioons pour 2023-2024[2].
- 30 décembre : la population du territoire s'établit à 45 148, dépassant cette des Territoires du Nord-Ouest[3].

## Décès
- 31 janvier : Dennis Schneider (en), député territoriale de Whitehorse-Ouest (2000-2002) et 7e président de l'Assemblée législative du Yukon (º 10 juin 1942)
- 16 avril : Robert Bruce (en), député territoriale de Vuntut Gwitchin (1996-2000) et 5e président de l'Assemblée législative du Yukon (º 12 juillet 1940)

#### 2023 dans le reste du monde
- 2023 dans le monde
- 2023 au Canada
- 2023 au Québec, 2023 au Nouveau-Brunswick, 2023 à Terre-Neuve-et-Labrador, 2023 en Colombie-Britannique, 2023 aux Territoires du Nord-Ouest, 2023 en Alberta, 2023 en Nouvelle-Écosse, 2023 au Nunavut, 2023 en Ontario, 2023 en Saskatchewan
- 2023 par pays en Amérique, 2023 au Canada, 2023 aux États-Unis
- 2023 en Europe, 2023 dans l'Union européenne, 2023 en Belgique, 2023 en France, 2023 en Italie, 2023 en Suisse
- 2023 en Afrique • 2023 par pays en Asie • 2023 en Océanie
- 2023 aux Nations unies
- Décès en 2023